# Донат Йохан Хайслер фон Хайтерсхайм
Донат Йохан Хайслер фон Хайтерсхайм (на немски: Donat Johann Heißler von Heitersheim) е немски офицер, служил на Хабсбургската монархия и получил званията маршал и граф.

## Живот
Роден е около 1648 година в Пфалц и от ранна възраст служи в хабсбургската армия, издигайки се постепенно в кавалерията. В Голямата турска война се проявява в сблъсъци с османците и унгарските сили на Имре Тьокьоли, като през 1685 година получава генералско звание. През 1688 година командва авангардни части, които настъпват през Поморавието и предизвикват Чипровското въстание. През 1690 година е пленен от Тьокьоли, който две години по-късно успява да го размени за държаната от Хабсбургите своя съпруга.
Донат Йохан Хайслер фон Хайтерсхайм умира на 1 септември 1696 година в Сегед от получени години преди това рани.